# 3201 Sijthoff
3201 Sijthoff eller 6560 P-L är en asteroid i huvudbältet som upptäcktes den 24 september 1960 av den nederländsk-amerikanske astronomen Tom Gehrels och det nederländska astronomparet Ingrid van Houten-Groeneveld och Cornelis Johannes van Houten vid Palomarobservatoriet. Den är uppkallad efter Albert G. Sijthoff.
Asteroiden har en diameter på ungefär 5 kilometer.